# Banca Catalana
Banca Catalana fou una entitat financera creada el 1959 per Florenci Pujol i Brugat, el seu fill Jordi Pujol i Soley i Francesc Cabana i Vancells, mitjançant la compra de la Banca Dorca d'Olot per un grup d'homes de sectors econòmics diversos. El 1961 traslladà la central a Barcelona i canvià el nom pel de Banca Catalana. Segons els seus fundadors, l'objectiu era crear un grup financer fort d'arrel catalana, per afavorir l'economia del país. Molt actiu durant els anys 60 i 70, durant els anys 80 acabà absorbit pel Banc Bilbao Vizcaya. Fou el centre de la polèmica coneguda amb el nom cas Banca Catalana on s'acusà Jordi Pujol i part del seu equip de gestió imprudent. La causa fou finalment arxivada. El banc quedà finalment integrat en el BBVA durant l'any 2000.

## Història

### Inicis

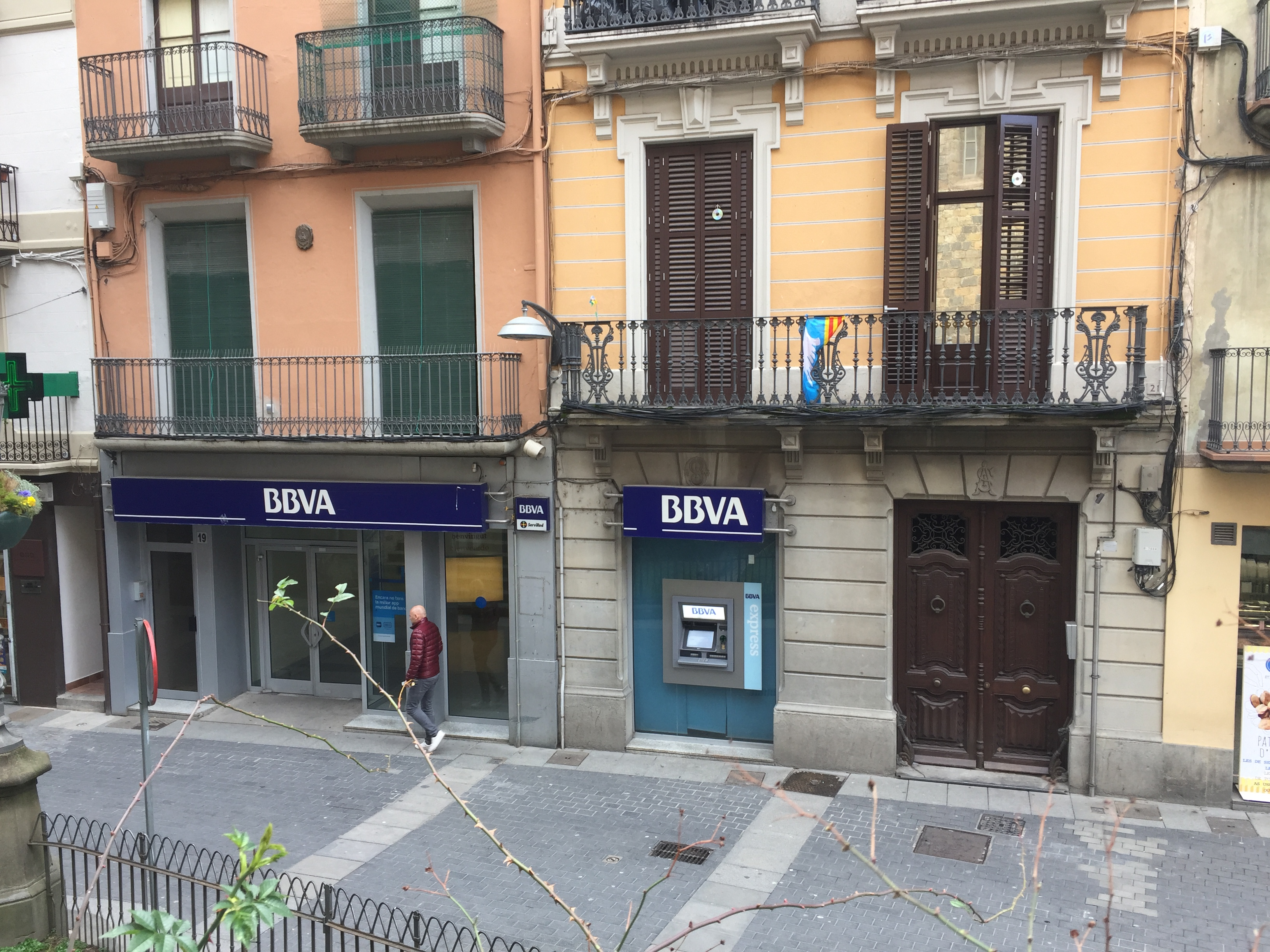
Quan fou adquirida pels Pujol, la Banca Dorca ocupava aquest local del carrer Sant Esteve d'Olot.

El 18 de març de 1959 un grup format per Florenci Pujol, Jordi Pujol i Francesc Cabana (cunyat de Jordi Pujol) van adquirir les 400 accions que integraven el capital social de la Banca Dorca d'Olot, amb l'objectiu de crear un grup financer fort amb base social a Catalunya. El Banco Español de Crédito també havia mostrat interès per l'entitat garrotxina.
Al cap de poc temps van traslladar la seu d'Olot a Barcelona i van adoptar el nom de Banca Catalana. Van registrar el canvi de nom formal el 2 de maig de 1961 i van fer una ampliació de capital.

### Expansió
Gràcies a una nova llei d'Ordenació Bancària aprovada per les autoritats franquistes, durant els anys 1960 es va expandir i obrí oficines arreu de Catalunya, les illes Balears, el País Valencià, Madrid, Saragossa, Bilbao i Sant Sebastià. Va arribar a Girona l'any 1966, quan va obrir una oficina al carrer Álvarez de Castro. Més endavant, incorporaria com a sucursals les oficines absorbides de Banc de Girona.
El 1971 absorbí el Banc d'Expansió Comercial de Capellades. També van adquirir el Banc de Barcelona, alhora que integrava el Banc Industrial de Catalunya amb caràcter de soci majoritari. Durant aquesta època van promoure inversions en empreses com TABASA, i algun dels seus directius van defensar públicament la figura de l'alcalde Porcioles.
Entre 1974 i 1976 va repartir 516 milions de pessetes en dividends, tot i que tenia un dèficit d'11.086 milions, i es van fer algunes inversions acusades després d'irregularitat (com la de Montigalà, a Badalona). Durant la segona meitat dels anys 70 va iniciar un període d'expansió comprant diverses entitats que passaven per dificultats financeres. Algunes d'elles petició del Banc d'Espanya. Així es va fer càrrec del Banc Industrial del Mediterrani (1979).
El 1980 van adquirir el Banc Mercantil de Manresa, després de comprar les participacions a Josep Maria Santacreu, un industrial català, amic de Manuel Fraga Iribarne. El 1981 va adquirir el Banc de Girona.
D'aquesta manera, el 1981 era el desè grup bancari espanyol i el primer grup bancari català, amb uns dipòsits de 262.226 milions de pessetes, una xarxa de 352 oficines i 5.256 empleats. Mantenia posicions de control sobre el Banc d'Alacant i el Banc de Crèdit i Inversions i tenia delegacions a Londres, París i Mèxic.

### Cas Banca Catalana
Però el 1982 entrà en crisi quan un fals anunci de suspensió de pagaments provocà una sortida del 38% dels dipòsits de la major part d'entitats financeres catalanes. Els primers intents de solució fracassaren, i com que un dels directius dels anys setanta fou l'aleshores President de la Generalitat de Catalunya Jordi Pujol i Soley, el cas va prendre connotacions polítiques. Després d'un intent fallit d'Eusebio Díaz Morera de reflotar l'entitat, el Banc d'Espanya nomenà tres administradors el novembre del 1982, que anunciaren un fort desequilibri patrimonial, la reducció del capital i una forta ampliació per a revitalitzar l'entitat el novembre del 1982, que seria coberta pel Fons de Garantia de Dipòsits.
El 17 de maig de 1983 el grup fou traspassat a un consorci format per tota la gran banca espanyola. Es tractava d'un pool format per catorze bancs, que compraria Banca Catalana i la seva matriu de bancs per un import de 13.606 milions de pessetes. El 10 de març de 1984 el Banco de Vizcaya aconseguí el 89% de les accions de Banca Catalana i del control del Banc Industrial del Mediterrani, Banc de Barcelona i Banc Industrial de Catalunya, i l'entitat va recuperar els números verds.
El maig de 1984 Jordi Pujol va ser inclòs en la querella presentada per la Fiscalia General de l'Estat dirigida per Carlos Jiménez Villarejo contra els exdirectius de l'entitat, i va ser objecte també de durs atacs a premsa, com els articles d'Alfons Quintà al diari El País. L'octubre de 1984 el magistrat Ignacio de Lecea va prendre declaració a Pujol durant dues hores i mitja a la seva residència oficial de la Casa dels Canonges, tràmit en el qual també van estar presents els fiscals Carlos Jiménez Villarejo i José María de Mena Álvarez, i els advocats defensors Joan Piqué Vidal i Juan Córdoba Roda. Això provocaria que les eleccions al Parlament de Catalunya de 1984 esdevinguessin una mena de referèndum popular. El dia 30 de maig de 1984, coincidint amb la sessió d'investidura, es convocà una manifestació de suport a Jordi Pujol des del Parlament de Catalunya fins a la plaça de Sant Jaume, que fou seguida per 300.000 persones segons els convocants (75.000 segons la guàrdia urbana). A la sortida del Parlament, alguns diputats socialistes (Raimon Obiols, Pasqual Maragall i Anna Balletbò i Puig) foren increpats, insultats i fins i tot amenaçats de mort pels manifestants.
El jutge va donar per conclosa la instrucció del sumari al maig de 1986, després d'haver recopilat més de 3.000 folis en nou volums, que es complementaven amb prop de 65.000 folis de documentació. Un mes després, els fiscals Mena i Villarejo presentaven la petició de processament de 18 exconsellers del banc, entre ells Pujol, per presumptes delictes d'apropiació indeguda, falsedat de document públic i mercantil i maquinació per alterar el preu de les coses. Nogensmenys, el novembre de 1986, reunit el ple de l'Audiència de Barcelona per decidir sobre aquesta petició, 33 magistrats van votar en contra de processar Pujol en estimar que no hi havia indicis racionals de criminalitat en la seva actuació com a vicepresident executiu de Banca Catalana, mentre que 8 jutges es van pronunciar a favor del processament.
La instrucció del cas va seguir només per a la resta dels inculpats, però el març de 1990 l'Audiència de Barcelona va decretar el sobreseïment definitiu del sumari contra els antics consellers en no trobar indicis suficients de delicte, malgrat considerar que van poder dur a terme una gestió imprudent i fins i tot desastrosa.

### Liquidació de l'entitat
L'any 1988 encara faria unes darreres adquisicions, la Banca Mas Sardá i el Banc Industrial del Sud de Catalunya.El mateix 1988 l'entitat passà a formar part del grup Banco de Bilbao Vizcaya, i des del 2000 quedà integrada en Banco Bilbao Vizcaya Argentaria (BBVA). Aquest any el grup decidí l'absorció total de Banca Catalana, eliminant-ne la denominació i tots els signes externs. Jaume Tomàs (Agrolimen), Ignacio Ferrero (Nutrexpa), Pedro Ferrer (Freixenet), Jordi Miarnau (Construcció Miarnau), Jordi Mora (Banca Mora) i Jesús Serra Ferrer, fill (Catalana Occident) passaren a formar part del consell consultiu del BBVA, i Pedro Fontana, fins llavors president de Banca Catalana, fou nomenat director general del BBVA a Catalunya.

## Edificis

### Passeig de Gràcia

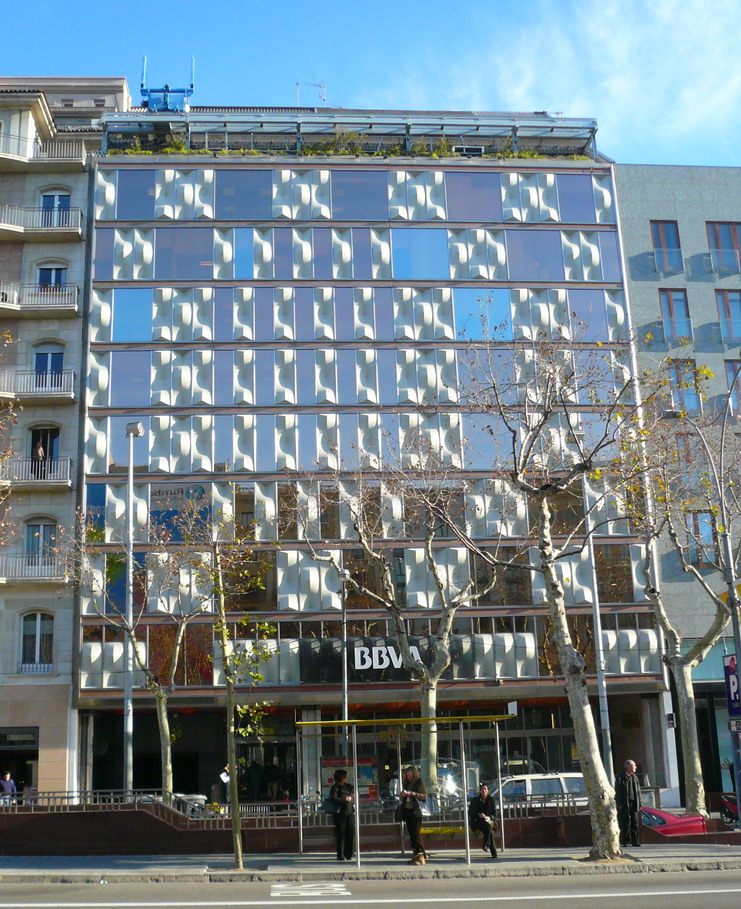
Edifici de Banca Catalana al passeig de Gràcia de Barcelona

Banca Catalana volia esdevenir un grup financer de referència. Per això van convocar un concurs arquitectònic per edificar la seva seu central, al número 84 del referent Passeig de Gràcia de Barcelona. Josep Maria Fargas i Falp i Enric Tous Carbó van guanyar el concurs, i entre el 1965 i 1968 es va construir aquest edifici d'oficines. En inaugurar-se, l'edifici va tenir una rebuda fluixa entre la ciutadania, que en va criticar el disseny de la façana. La seva façana està resolta amb plafons de vidre pla, reflectant, modulats de forma asimètrica i intercanviable. La planta baixa, en canvi, està totalment oberta a l'entorn dels elements de suport. La façana principal es resol amb un modulatge on s'alternen plafons plans de vidre atèrmic i reflectant amb altres de prefabricats aïllants de superfície parabòlica, cosa que aconsegueix una alternança de trams de façana opaca i transparent des de l'interior. Aquests plafons poden intercanviar-se, teòricament, per respondre a possibles canvis de la distribució interior.
La planta baixa era totalment oberta. Això és possible per la gran estructura d'estintolament que queda tapada per la línia de plafons massissos existents a la part baixa de la façana que, a part d'amagar l'estructura, serveix de suport visual de la resta de la façana. Està dissenyat, en planta, sobre un mòdul de 83,3 centímetres, la tercera part de 2,5 metres, que és l'alçada lliure entre sòl i sostre a cada pis. El pes de les nou plantes superiors es descarrega a l'entresòl sobre unes grans bigues encavallades, icòniques de l'edifici, i que redistribueixen el pes cap als pilars de la planta baixa. Durant l'etapa de banca catalana aquest entresòl va ser utilitzat com a magatzem. Com a curiositat, Pujol va voler que un dels pilars de la planta baixa simbolitzés el pal de paller que havia de representar Banca Catalana a Catalunya.
El 1997 el grup Parje va adquirir l'edifici per 15,6 milions d' euros, però el va mantenir com a edifici d'oficines. A principis de la dècada de 2010 es va reformar, seguint un projecte dels arquitectes Ramon Andreu i Núria Canyelles i realitzada per l'empresa Copisa-Gerin, amb un pressupost inicial de 10 milions d'euros. L'interiorisme va anar a càrrec del dissenyador Ángel Verdú. Des de 2013 funciona com a Hotel, amb 124 habitacions, i l'entresòl com a bar. Els arquitectes van afegir una segona façana, transparent. La distància entre les dues façanes és de 83,3 centímetres, que permeten una cortina d'aire que refrigera l'edifici.

### Avinguda Diagonal

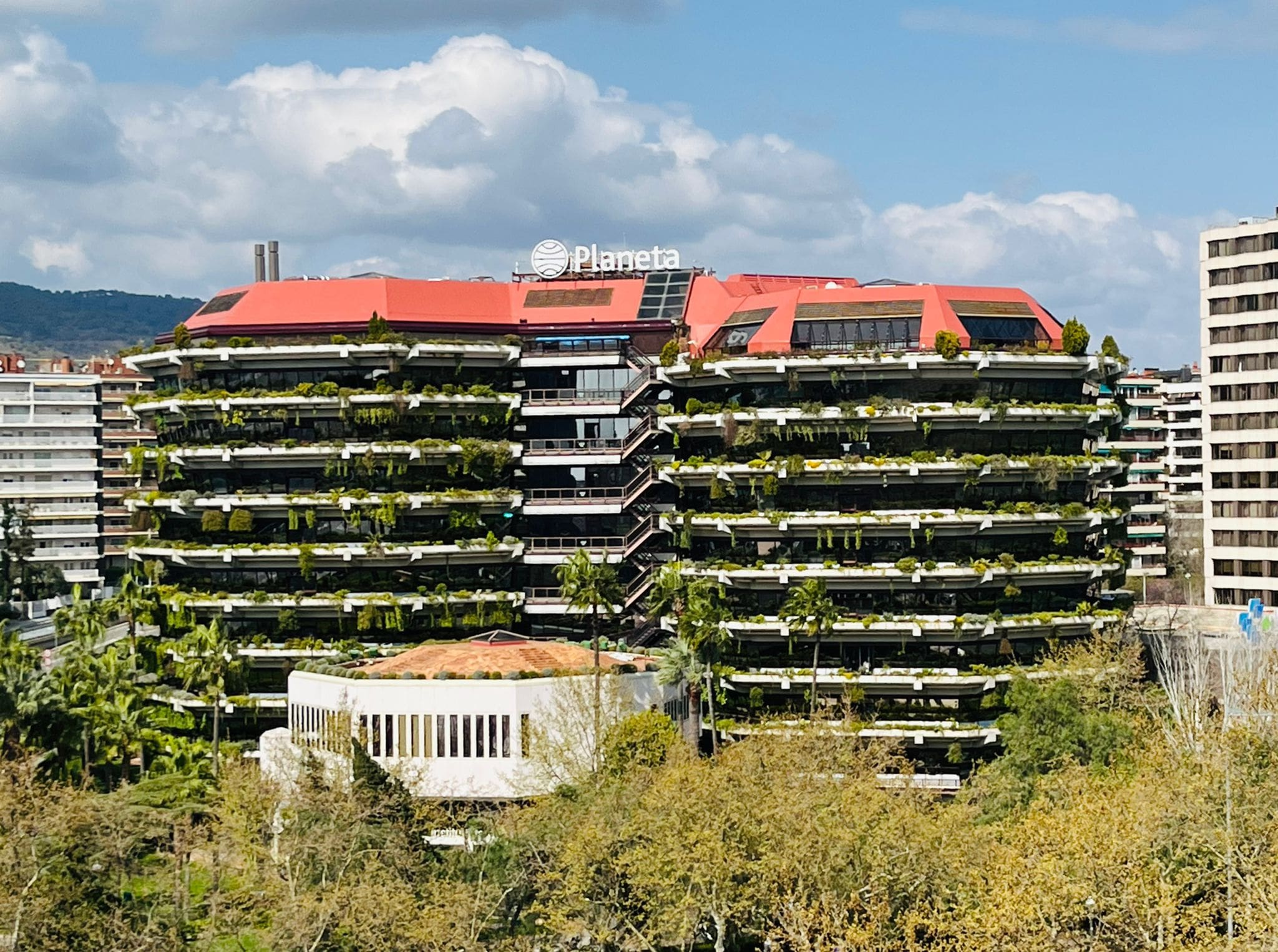
Edifici projectat com a seu central del Banc Industrial de Catalunya, edificat el 1979, i que va passar a ser seu de Banca Catalana. Actualment acull la seu del Grupo Planeta.

L'Edifici Banca Catalana és una obra de les darreres tendències de Barcelona inclosa a l'Inventari del Patrimoni Arquitectònic de Catalunya. Ha estat la seu de Banca Catalana, el Banco Bilbao Vizcaya Argentaria, el Banc Industrial de Catalunya. Des de 2001 és la seu de l'Editorial Planeta.
Es tracta d'un edifici d'oficines projectat pels arquitectes Enric Tous i Josep Maria Fargas el 1979, ubicat a l'avinguda Diagonal a l'altura de la Gran Via de Carles III. L'edifici consisteix en tres torres de plantes octogonals i orgàniques recobertes totalment de vegetació que penja de jardineres contínues. El més sorprenent d'aquest edifici és el disseny de l'enjardinament vertical, obra de Jordi Aguilar amb un complex sistema d'irrigació. Els tres mòduls s'uneixen en forma de triangle amb un edifici també octogonal més baix precedint l'entrada.

## Presidents
Llista incompleta de presidents de l'entitat:
- Jaume Carner i Suñol (1961-1965)
- Raimon Carrasco i Azemar (1965-1981)
- Eusebio Díaz Morera (1982-1982)
- Juan Antonio Ruiz de Alda Azarola (1982-1986)
- Alfredo Sáenz Abad  (1986-1994)[27]
- Pedro Fontana (1994-1999)

## Curiositats
Hom afirma que l'entitat va finançar activitats catalanistes de tota mena, fins i tot el fitxatge de Johann Cruyff pel FC Barcelona el 1974.